# Mauretània
Mauretània (llatí: Mauretania, literalment ‘Terra dels maures’) fou una regió històrica del nord d'Àfrica que s'estenia de l'oceà Atlàntic fins a Numídia al llarg de tota la costa. Es trobava als actuals estats del Marroc i Algèria, en la seva part nord. La frontera amb Numídia variava en funció del moment i del context: així, per Sal·lusti, que escrigué sobre el moment de màxima expansió del Regne de Numídia, es trobava al riu Mulucha, mentre que els autors més tardans la situen a l'Ampsaga, força més a llevant. A l'Alt Imperi, tota la regió entre el Mulucha i l'Ampsaga estava ocupada per la província de la Mauretània Cesariensis.
Estava poblat per diverses tribus d'amazics, principalment els maures, dels quals pren el nom. Amb tot, la influència que exerciren les múltiples colònies fenícies i púniques a la zona modificaren la cultura i els models de producció del país, que cap al segle iii aC estructurà un estat que es mantengué independent fins que caigué sota domini romà en temps d'August.

## Geografia
Els rius a la costa nord (d'est o oest) eren l'Ampsaga (Wadi al-Kibir), Usar, Chinalaph i Mulucha, i a la costa oest (de nord a sud) el Subur, el Sala, el Phuth i el Lixus. Les muntanyes principals eren les muntanyes de l'Atles.
Els ports principals a la costa nord eren: Ampelusia (al cap Espartel), Tingis (Tànger), Rusadir (Melilla), Igilgili (Djidjelli), Saldae Portus (Bugia), Rusucurrium (Tedlez), Iol (Cherchel), Cartenna (Tenes), Murustaga (Mostagenem), Arsenaria (Arzan) Quiza (Orà), Portus Magnus (Mars al-Kebir) i Acra (Isghun). A la costa oest Zilis (Arzila) i Lixus (Larraix). També eren a la Mauretània Volúbilis, Sala i Banasa.

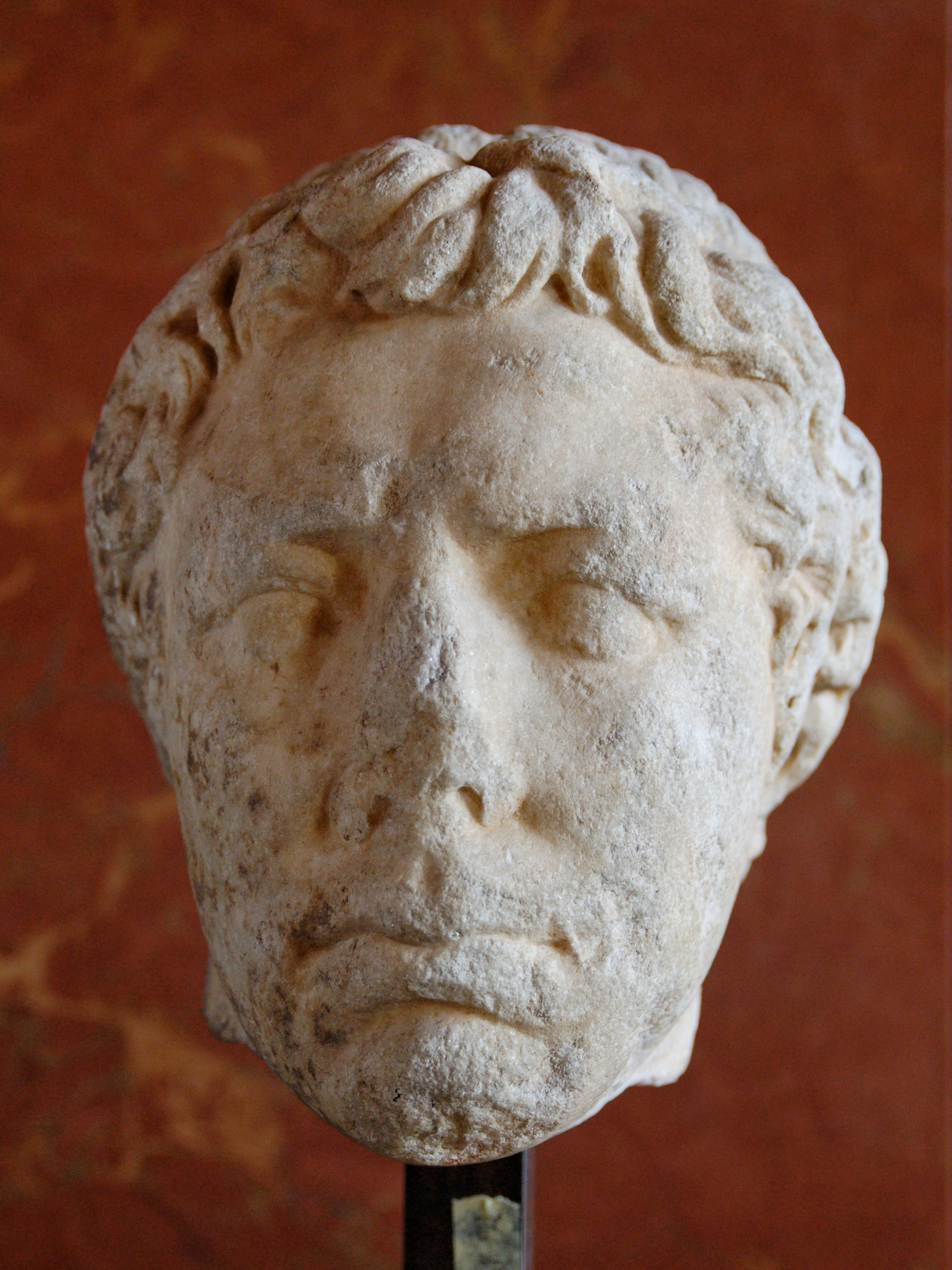
Rei Juba II, de Numídia i Mauretània

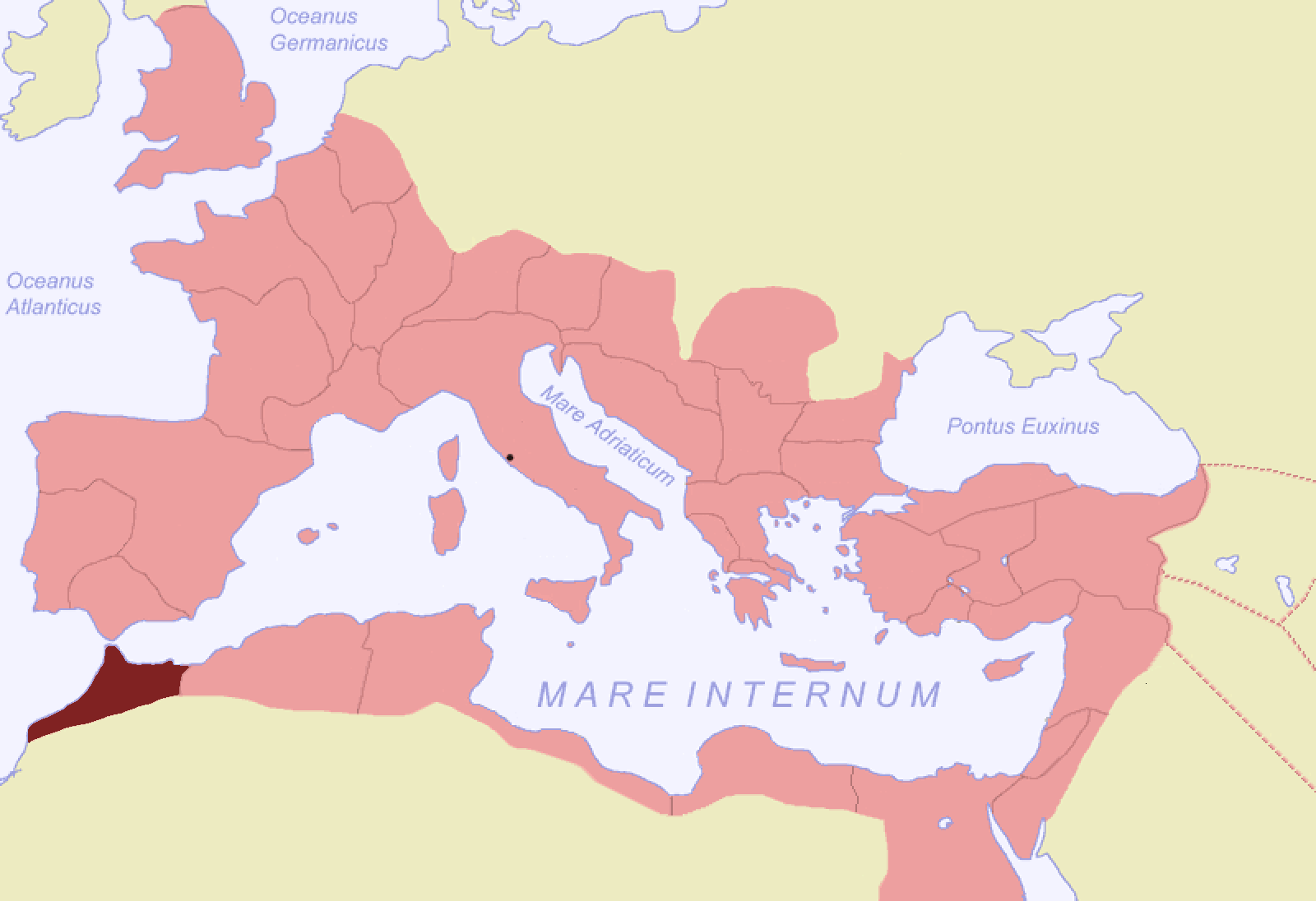
Província de Mauretania Tingitana (límits al 116)

Tenia al sud el país dels gètuls.

## Habitants
Els antics anomenaven el poble que vivia en aquesta regió maurusis (llatí: Maurusii; grec antic: Μαυρούσιοι) o maures (llatí: Mauri; grec antic: Μαυροί 'negres', 'bruns'), de manera que Mauretània és derivat del nom d'aquest poble.
Els maures eren de la mateixa soca que els númides i libis, i es poden considerar els ancestres dels amazics. Heròdot ja esmenta una tribu anomenada mazyes o mazices (Μαζύες o Μαζύκες).

## Història

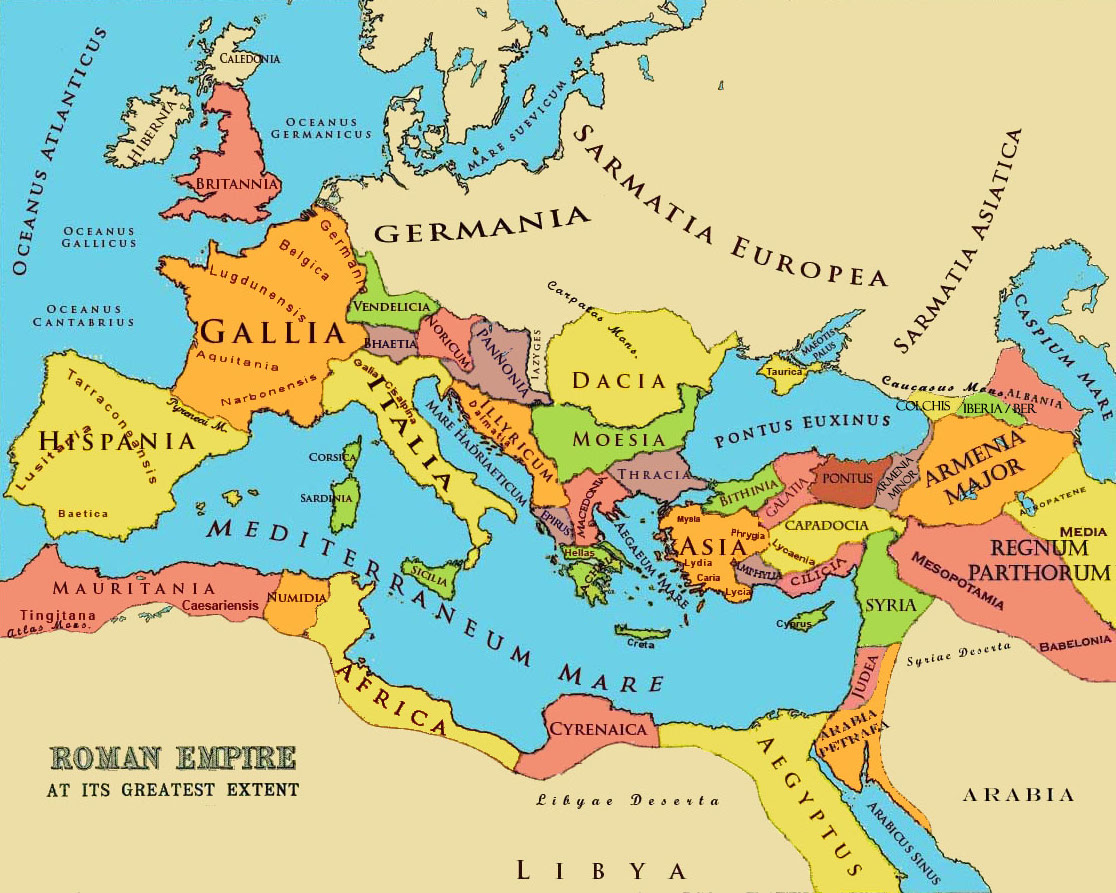
Mapa de l'Imperi Romà on es mostren la Mauretania Tingitana i la Mauretania Cesariensis

### Regne independent
Cap al segle viii aC arribaren a les costes de la Mauretània els primers mercaders i colons fenicis, els quals establiren ports mercantils, esdevinguts colònies amb el temps, que inevitablement entraren en contacte amb les tribus de l'interior.
Cap al segle iii aC apareixen els primers regnes maures; el més antic de què hom té notícia fou governat pel rei Baga, aliat de Massinissa, i que comptava amb 4.000 soldats. Després de la Tercera Guerra Púnica, la influència romana a la costa mauretana intensificà, però els regnes indígenes continuaren de funcionar autònomament.
Durant la Guerra de Jugurta, el rei maure Boccus I es va apoderar de territoris de Numídia i va jugar les seves cartes hàbilment, de manera que els romans no s'immisciren en els seus assumptes i el regne va passar al seu fill Mastanesós, que a la seva mort dividí el regne entre els seus fills Bogud, que regnà la part occidental, i Boccus II, que regnà a l'oriental.

### Regne client
Boccus fou partidari d'Octavià, mentre que Bogud ho fou de Marc Antoni i, mentre Bogud era a Hispània, son germà es va apoderar del seu regne. L'any 33 aC Boccus morí i llegà el regne a Octavià. Però Octavià, que creia que Roma no tenia recursos per administrar i controlar aquell territori, l'any 25 aC el donà a Juba, fill del rei Juba de Numídia, el qual també rebé la mà de la ptolemea Cleòpatra Selene, filla de Cleòpatra i Marc Antoni.
A la mort de Juba II vers l'any 23 el succeí el seu fill, Ptolemeu de Mauritània. El 40 aC Calígula el cridà a Roma i va deixar el govern a Edemó. Calígula el va fer matar per apoderar-se de les seves riqueses, i Edemó exercí de monarca. Va alçar una revolta contra el poder romà, la qual fou molt dura però sufocada per ordre de l'emperador Claudi i obra dels generals Hosidi Geta i Suetoni Paulí. Apaivagada la situació, devers l'any 42, Claudi convertí el regne en dues províncies, separades pel riu Mulucha: a l'oest la Mauretània Tingitana i a l'est la Mauretània Cesariensis, províncies imperials.

### Incorporació a l'Imperi
Ja sota domini romà efectiu, fundaren nombroses colònies i militaritzaren la zona amb campaments i carreteres. En 152 la Legió VI Ferrata i altres unitats de suport s'hi van haver de desplaçar per sufocar una revolta a Mauretània i els maures de les muntanyes més enllà de la frontera de l'imperi romà van travessar l'estret de Gibraltar per atacar la província romana de la Bètica, avui el sud d'Espanya, el 168. Els maures atacaren novament la Bètica entre el 170 i el 180 durant el regnat de Còmmode. Aleshores van assetjar la ciutat de Singilia Barba, que fou alliberada del setge per l'arribada de tropes romanes de la Mauritània Tingitana, liderades per C. Vali Maximià.
Cap al segle iii i iv hi hagué nombroses revoltes, fruit de la pèrdua de control romà a la zona. Per millorar l'efectivitat de l'administració, la reforma de Dioclecià adscrigué la Tingitana a la Diòcesi d'Hispània i creà una nova província a la zona, la Mauretània Sitifensis, entre la Cesariensis i Numídia. Finalment, la Mauretània fou conquerida pels vàndals i incorporada al seu regne l'any 420, els quals la posseïren fins que foren derrotats per Belisari el 533, i així incorporades a l'Imperi Romà d'Orient, que l'inclogué primer a la Prefectura Pretoriana d'Àfrica i, a final del segle vi, al nou Exarcat d'Àfrica. Estava dividida en dues províncies, la Mauritània Primera, que es corresponia amb la Cesariensis; i la Mauritània Segona, que es corresponia a grans trets amb la Tingitana.

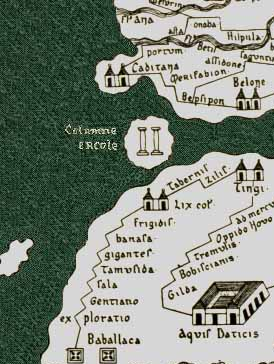
Ciutats de la Mauretània romana al mapa de la Tabula Peutingeriana

### Llista de reis
- Boccus I 111-80 aC
- Mastanesós 80-49 aC
- Bogud 49-38 aC
- Boccus II 49-33 aC
- Annexió a Roma, entre 33-25 aC
- Juba II 25 aC-23 dC
- Ptolemeu de Mauritània 23-40
- Edemó 40-42
- Annexió a l'Imperi Romà 42